# Maciej Prauziński
Maciej Prauziński (ur. 12 maja 1928 w Poznaniu, zm. 9 listopada 2012 w Szczecinie) – polski architekt, urbanista, wykładowca Politechniki Szczecińskiej, nauczyciel akademicki.

## Życiorys
Maciej Prauziński urodził się w rodzinie artysty malarza Leona Prauzińskiego i Ireny z d. Masuth. Podczas okupacji niemieckiej przebywał na terenie Generalnego Gubernatorstwa. Był żołnierzem Armii Krajowej w Radomsku, brał udział w walkach partyzanckich oddziału „Kruka” 27 pp AK okręg „Jodła”. Studiował w latach 1947–1951 na Wydziale Architektury Szkoły Inżynierskiej w Szczecinie, otrzymując dyplom inżyniera architekta. Studia magisterskie kontynuował na Wydziale Architektury Politechniki Gdańskiej (1957-1959). Status architekta twórcy uzyskał w 1983. Na emeryturę przeszedł w 1993.
Został pochowany 16 listopada 2012 na Cmentarzu Centralnym w Szczecinie (kw. 58A-16-13). Pozostawił żonę Irenę z d. Otap, absolwentką I LO w Szczecinie oraz Wydziału Elektrycznego Szkoły Inżynierskiej.

## Praca zawodowa
W latach 1951–1955 był zatrudniony jako projektant w Biurze Badawczo-Projektowym Budownictwa Ogólnego „Miastoprojekt” w Szczecinie. Od 1955 do 1962 był projektantem w Wojewódzkiej Pracowni Urbanistycznej w Szczecinie. W 1965 powrócił do „Miastoprojektu”, gdzie pracował do 1973. Należał do grona najbardziej aktywnych architektów szczecińskich. Był autorem licznych prac z zakresu urbanistyki i architektury, m.in.  opracowywał plany zagospodarowania kilku miast Pomorza Zachodniego. Realizował koncepcje architektoniczne budownictwa użyteczności publicznej (m.in.  budownictwo mieszkaniowe, sakralne, handlowo-użytkowe). Był członkiem zespołu opracowującego plan zagospodarowania przestrzennego wybrzeża w ówczesnym woj. szczecińskim. Poza Pomorzem Zachodnim zaprojektował pomnik Grób Nieznanego Żołnierza w Radomsku. Od 1951 należał do Stowarzyszenia Architektów Polskich (SARP) Oddział w Szczecinie. W latach 1961–1963 był członkiem Prezydium ZO SARP. Przewodniczył Oddziałowej Komisji Kwalifikacyjno-Artystycznej. Był członkiem Kolegium Sędziów Konkursowych SARP. Należał także do Zachodniopomorskiej Okręgowej Izby Architektów RP.

## Praca dydaktyczna

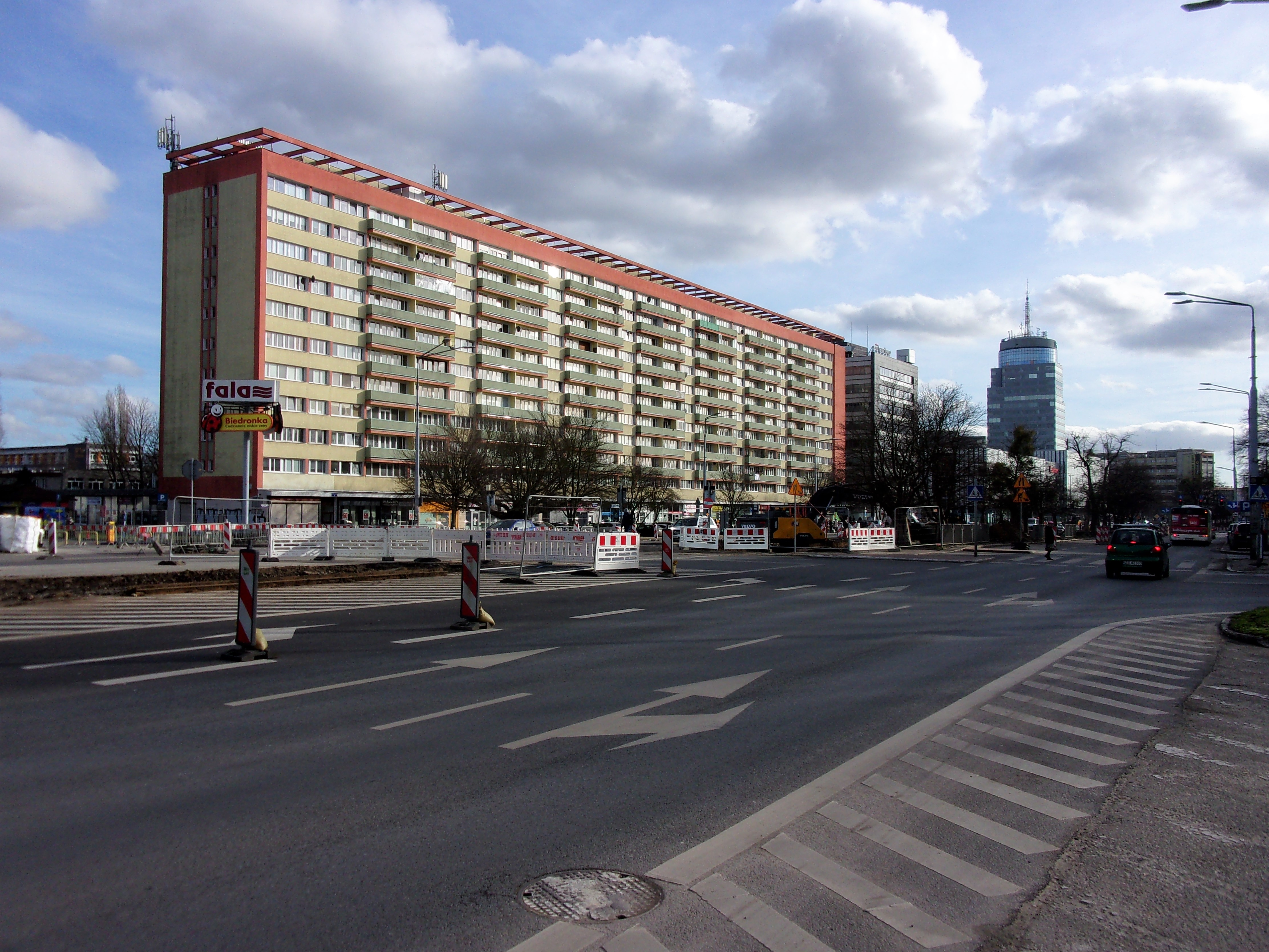
Budynek przy al. Wyzwolenia 30-42 „Mister Szczecina 1968”, proj. M. Prauziński, T. Ostrowski, H. Nardy

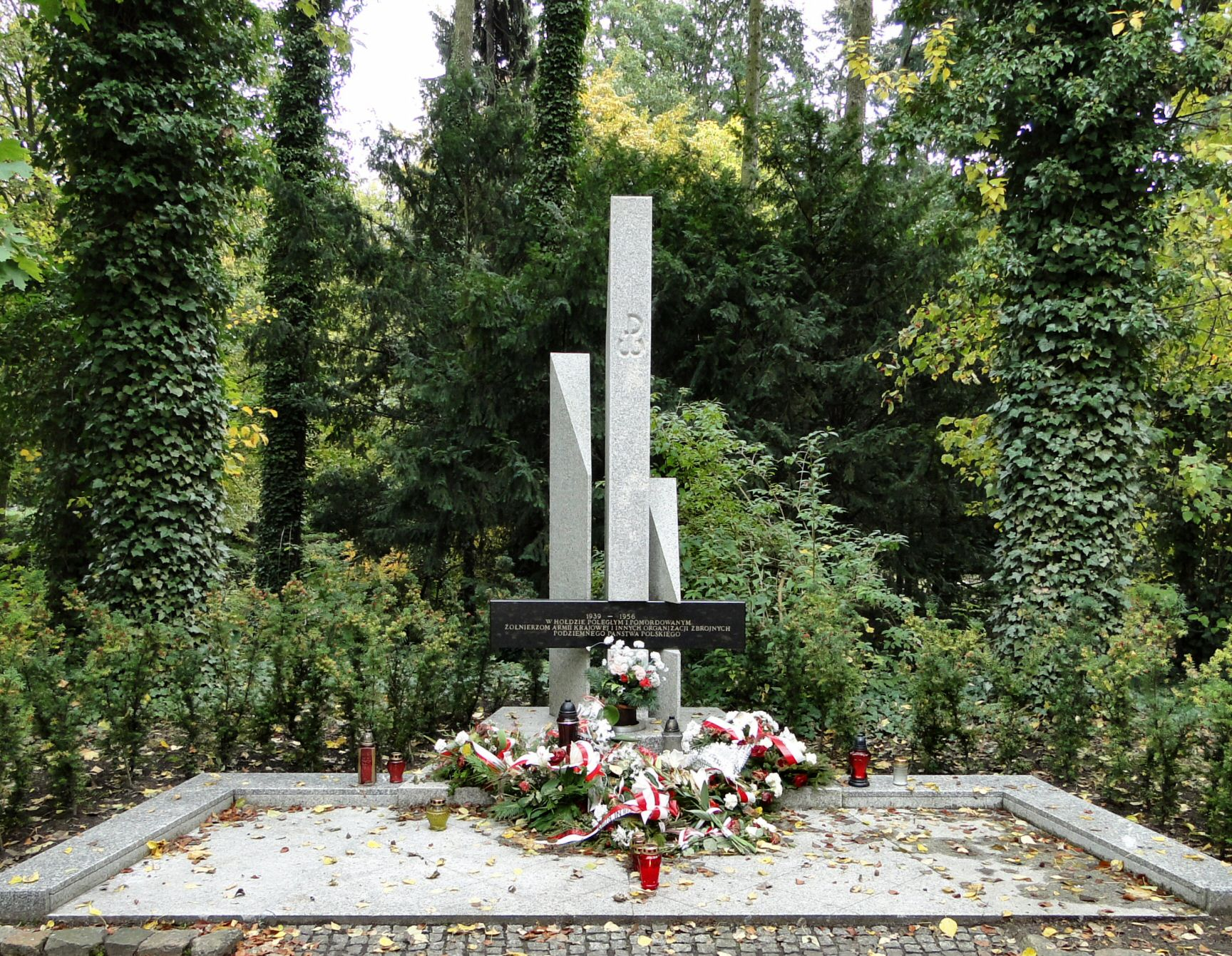
Pomnik Armii Krajowej wg projektu M. Prauzińskiego (2004)

Od końca lat sześćdziesiątych był wykładowcą na Politechnice Szczecińskiej, od 1972 pracował na stanowisku docenta kontraktowego w Instytucie Architektury i Planowania Przestrzennego, którego był jednym ze współtwórców. W latach 1969–1993 kierował Zakładem Malarstwa, Rysunku i Rzeźby tego Instytutu. Prowadził zajęcia z rysunku odręcznego. Był autorem programu nauczania i wychowawcą wielu pokoleń szczecińskich architektów, promotorem ponad 70 prac dyplomowych. W 1978 po raz pierwszy w historii Instytutu jego dyplomanci otrzymali wyróżnienie w prestiżowym konkursie SARP o nagrodę im. architektów Stanisława Skrypija i Stanisława Nowickiego na najlepszy dyplom roku 1978.

## Wybrane projekty architektoniczne[5][2][1]
- budynek mieszkalny z częścią usługową przy al. Wyzwolenia 30-44 w Szczecinie (1968) – „Mister Szczecina” ’68, „Wicemister Szczecina” 25-lecia PRL (wsp. Henryk Nardy, Tadeusz Ostrowski)
- budynek mieszkalny przy al. Wyzwolenia 30-36 w Szczecinie (1969) (wsp. Tadeusz Ostrowski i Henryk Nardy) – „Wicemister Szczecina” ’69
- Dom Kultury Kolejarza „Hetman” (1971) w Szczecinie (wsp. Jan Zdzisław Kasprzak)
- konkursowy projekt zintegrowanego kompleksu dworców PKP i PKS w Szczecinie (1977) (wsp. Romuald Cerebież-Tarabicki, Ryszard Daniło, Grzegorz Ferber, Andrzej Morawski, Anna Zaniewska i Piotr Zaniewski)
- Dom Redemptorystów przy ul. Księdza Popiełuszki 10A w Szczecinie (2003)
- Pomnik Armii Krajowej na Cmentarzu Centralnym w Szczecinie (2004)[6]
- pawilon handlowy, ul. Słoneczna w Policach
- budynki mieszkalne z usługami w Łobzie (wsp. Teresa Zimnicka)
- plan zagospodarowania przestrzennego wybrzeża w woj. szczecińskim (1960) – wsp. Romuald Cerebież-Tarabicki, Antoni Aniśkowicz, Stanisław Raciborski, Jerzy Kowalewski, Edward Leszczyszyn, Witold Adamczyk, Tadeusz Rotkiewicz, Mieczysław Rzewuski, Witold Sobótka, Stanisław Więcek, Tadeusz Ząbek, Bohdan Zienkowicz – Nagroda KBUA II stopnia zespołowa
- plany ogólne: Świnoujście, Lipiany, Recz, Płoty, Pyrzyce, Gryfino
- plany szczegółowe: Dzielnica Nadmorska w Świnoujściu, Dzielnica Południowa w Świnoujściu, Dzielnica Świnoujście-Warszów, Lipiany, Gryfino, Wolin

## Nagrody i wyróżnienia[2][5]
- I nagroda za projekt pomnika Grobu Nieznanego Żołnierza w Radomsku
- II nagroda w konkursie na rozwiązanie pl. Żołnierza w Szczecinie (wsp. Witold Adamczyk, Romuald Cerebież-Tarabicki, Stanisław Raciborski)
- wyróżnienie w konkursie na polski pawilon EXPO w Brukseli (1955) (wsp. Ryszard Jaroszek)
- nagroda zespołowa II st. Komitetu Budownictwa, Urbanistyki i Architektury za plan zagosp. przestrzennego wybrzeża w woj. szczecińskim (1960)
- III nagroda w konkursie na zespół dworców PKP i PKS w Szczecinie (1977) (wsp. Romuald Cerebież-Tarabicki, Ryszard Daniło, Grzegorz Ferber, Andrzej Morawski, Anna Zaniewska i Piotr Zaniewski)
- III nagroda Ministra Nauki i Szkolnictwa Wyższego (1977)

## Odznaczenia
- Medal Wojska (Londyn) (1948)
- Odznaka Honorowa „Gryf Pomorski” (1960)
- Brązowa Odznaka SARP (1977)
- Krzyż Armii Krajowej (Londyn) (1986)
- Złota Odznaka SARP (1988)
- Złoty Krzyż Zasługi (1990)
- Medal Komisji Edukacji Narodowej (1993)
- Odznaka Pamiątkowa „Akcji Burza” (1995)
- odznaka „50 lat członkostwa w PZŁ” (1995)
- Krzyż Partyzancki (1997)
- Odznaka „Zasłużony dla Budownictwa” (2012)
- Odznaka 27 Pułku Piechoty Armii Krajowej
- Odznaka żołnierzy Armii Krajowej b. Okręgu Radomsko-Kieleckiego